# Казатізма
Казатізма (італ. Casatisma) — муніципалітет в Італії, у регіоні Ломбардія, провінція Павія.
Казатізма розташована на відстані близько 450 км на північний захід від Рима, 50 км на південь від Мілана, 15 км на південь від Павії.
Населення — 897 осіб (2014).
Покровитель — San Guniforto.

## Демографія
Населення за роками:

Станом на 1 січня 2023 року в муніципалітеті офіційно проживав 71 іноземець з 7 країн, серед них 32 громадяни країн Євросоюзу та 11 громадян України.

## Сусідні муніципалітети
- Брессана-Боттароне
- Кастеджо
- Кастеллетто-ді-Брандуццо
- Корвіно-Сан-Куїрико
- Робекко-Павезе
- Верретто